# Astragalus gobicus
Astragalus gobicus es una especie de planta del género Astragalus, de la familia de las leguminosas, orden Fabales.

## Distribución
Astragalus gobicus se distribuye por Mongolia.

## Taxonomía
Fue descrita científicamente por Hanelt & Davaz. Fue publicada en Feddes Repert. 70: 41 (1965).